# 恋老
恋老（英語：gerontophilia）又叫嗜耄，是指青少年或者中壮年人士，对老年人能产生爱慕感、建立浪漫关系，认为老年人拥有主要的性吸引力，或只有老年人才有性吸引力。恋老症常被归类为一种性偏离，但在《精神疾病診斷與統計手冊》或《国际疾病分类》中目前尚未提及。